# Abierto de Tenis Mifel 2022
L'Abierto Los Cabos Open 2022, anche conosciuto come Abierto de Tenis Mifel per motivi di sponsorizzazione, è stato un torneo di tennis giocato sul Cemento. È stata la sesta edizione del torneo facente parte della categoria ATP Tour 250 nell'ambito dell'ATP Tour 2022. Il torneo si è giocato alla Delmar International School di Cabo del Mar in Messico dal 1º agosto al 6 agosto 2022.

## Partecipanti

### Teste di serie
| Nazionalita | Giocatore               | Ranking* | Testa di serie |
| ----------- | ----------------------- | -------- | -------------- |
|             | Daniil Medvedev         | 1        | 1              |
| Canada      | Félix Auger-Aliassime   | 9        | 2              |
| Regno Unito | Cameron Norrie          | 13       | 3              |
| Serbia      | Miomir Kecmanović       | 33       | 4              |
| Italia      | Fabio Fognini           | 54       | 5              |
| Stati Uniti | Brandon Nakashima       | 56       | 6              |
| Australia   | Thanasi Kokkinakis      | 69       | 7              |
| Argentina   | Tomás Martín Etcheverry | 72       | 8              |
| Francia     | Quentin Halys           | 74       | 9              |

* Ranking al 25 luglio 2022.

### Altri partecipanti
I seguenti giocatori hanno ricevuto una wild card per il tabellone principale:
- Alex Hernández
- Feliciano López
- Rodrigo Pacheco Méndez

I seguenti giocatori sono entrati nel tabellone principale passando dalle qualificazioni:

- Kaichi Uchida
- Rinky Hijikata
- Max Purcell
- Nick Chappell

I seguenti giocatori sono entrati nel tabellone principale come lucky loser:
- Gonzalo Villanueva
- Nicolás Barrientos

### Ritiri
Prima del torneo
- Fabio Fognini → sostituito da  Gonzalo Villanueva
- John Millman → sostituito da  Nicolás Barrientos
- John Isner → sostituito da  Fernando Verdasco
- Diego Schwartzman → sostituito da  Yannick Hanfmann
- João Sousa → sostituito da  Ričardas Berankis

## Partecipanti al doppio

### Teste di serie
| Nazione   | Giocatore         | Nazione   | Giocatore       | Ranking* | Testa di serie |
| --------- | ----------------- | --------- | --------------- | -------- | -------------- |
| Messico   | Santiago González | Argentina | Andrés Molteni  | 67       | 1              |
| Australia | Matthew Ebden     | Australia | Max Purcell     | 71       | 2              |
| Uruguay   | Ariel Behar       | Ecuador   | Gonzalo Escobar | 89       | 3              |
| Sudafrica | Raven Klaasen     | Brasile   | Marcelo Melo    | 93       | 4              |

* Ranking al 25 luglio 2022.

### Altri partecipanti
Le seguenti coppie di giocatori hanno ricevuto una wildcard per il tabellone principale:
- Facundo Bagnis /  Alex Hernández
- Ernesto Escobedo /  Rodrigo Pacheco Méndez

La seguente coppia di giocatori è entrata in tabellone usando il ranking protetto:
- Fabrice Martin /  Franko Škugor

Le seguenti coppie di giocatori sono entrate in tabellone come alternate:
- Radu Albot /  Ričardas Berankis
- Max Schnur /  John-Patrick Smith

### Ritiri
Prima del torneo
- Ernesto Escobedo /  Rodrigo Pacheco Méndez → sostituiti da  Radu Albot /  Ričardas Berankis
- Quentin Halys /  João Sousa → sostituiti da  Max Schnur /  John-Patrick Smith
- Oleksandr Nedovjesov /  Aisam-ul-Haq Qureshi → sostituiti da  Tomás Martín Etcheverry /  Tseng Chun-hsin

## Campioni

### Singolare
Daniil Medvedev ha sconfitto in finale  Cameron Norrie con il punteggio di 7-5, 6-0.
- È il quattordicesimo titolo in carriera per Medvedev, il primo in stagione.

### Doppio
William Blumberg /  Miomir Kecmanović hanno sconfitto in finale  Raven Klaasen /  Marcelo Melo con il punteggio di 6-0, 6-1.